# Chof haScharon
Chof haScharon (hebräisch מוֹעָצָה אֲזוֹרִית חוֹף הַשָּׁרוֹן Mōʿatzah Asōrīt Chōf haScharōn, deutsch ‚Regionaler Rat Küste der Scharon‘) ist ein 1949 gegründeter Regionalverband. Der Regionalverband liegt an der Küste der Scharonebene, daher sein Name, am Mittelmeer zwischen Netanja und Herzlia. Im Regionalverbund leben 14.882 Menschen (Stand: Januar 2022).

Der Chof haScharon (dunkelgrün) neben anderen Gebietskörperschaften

## Gliederung
Dem Verband gehören sechs Moschavim, fünf Kibbuzim, zwei Jischuvim und zwei andere Kommunen (ein Spitalbezirk, ein Jugenddorf) an, die überwiegend zum israelischen Zentralbezirk zählen mit Ausnahme von Glil Jam, das im Bezirk Tel Aviv liegt und eine Exklave des Regionalverbands bildet.
- Kibbuzim:
  - Gaʿasch (גַּעַשׁ)
  - Glil Jam (גְּלִיל יָם)
  - Jaqum (יָקוּם)
  - Schfajim
  - Tel Jizchaq (תֵּל יִצְחָק)
- Moschavim:
  - Batzra
  - Beit Jehoschuʿa (בֵּית יְהוֹשֻעַ)
  - Bnei Zion (בְּנֵי צִיּוֹן)
  - Kfar Netter (כְּפַר נֶטֶר)
  - Rischpon (רִשְׁפּוֹן)
  - Udim (אוּדִים)
- Jischuvim:
  - Arssuf (אַרְסוּף)
  - Charuzim (חָרוּצִים)
- Spitalbezirk:
  - Qirjat Schlomo (שְׁלֹמֹה קִרְיַת)
- Jugenddorf (כְּפַר נֹעַר Kfar Noʿar)
  - Newe Hadassa (נְוֵה הֲדַסָּה)